# Damiano David
Damiano David (Roma, 8 de gener de 1999) és un cantant italià de la banda de rock Måneskin, que va guanyar el Festival de Música de Sanremo 2021 i posteriorment el Festival de la Cançó d'Eurovisió 2021 representant Itàlia amb la cançó "Zitti e buoni".

## Biografia
Damiano va néixer a Roma, Itàlia, fill de Daniele David i Rosa Scognamiglio, tots dos assistents de vol. A causa de la naturalesa del treball dels seus pares, ell i el seu germà gran Jacopo van viatjar per tot el món des de ben petits, introduint-los a diverses cultures. Fins als 17 anys, va demostrar un cert talent jugant a bàsquet com a base al club local Eurobasket Roma. Afirma que l'experiència del bàsquet li va donar una disciplina fonamental per tenir èxit a la seva vida.
Damiano va començar a cantar quan tenia sis anys. Durant els seus anys de secundària va conèixer a Victoria De Angelis i Thomas Raggi, amb qui finalment formaria Måneskin. Va estudiar al liceo lingüístico Eugenio Montale de Roma, però no va acabar el batxillerat i es va dedicar a la seva carrera musical, per a la qual va comptar amb el suport dels seus pares. Quan es va presentar per a la posició de vocalista de la seva banda local, inicialment va ser rebutjat perquè el seu estil es considerava "massa pop", però la seva insistència per formar part de la banda finalment el va fer acceptar. Damiano aviat va canviar el seu comportament i estil, sobretot el seu personatge escènic, perquè va aprendre a expressar-se lliurement. La banda es va formar l'any 2016 i va tocar inicialment com a músics ambulants als carrers de la ciutat de Roma, però el 2017 aviat van guanyar protagonisme quan van quedar segons a l'onzena temporada del programa de talent italià X Factor. La banda va tenir un gran debut amb l'àlbum d'estudi "Il ballo della vita" i una gira el 2018 i el 2019. El 2021, el seu segon àlbum d'estudi "Teatro d'ira: Vol. I" va ser publicat.
Després de la seva victòria al Festival de la Cançó d'Eurovisió 2021, va ser acusat falsament de consum de drogues durant la final. Damiano diu mai haver consumit drogues i, juntament amb els seus companys de banda, ha estat un defensor antidroga. El mateix Damiano va afirmar a la seva entrevista a Vogue Itàlia, "no estem caient en l'estereotip de l'estrella del rock alcohòlica i drogada". Creu que la creativitat ve d'una ment "sana, entrenada i lúcida" i és contradir intentar expressar realment "el nostre propi jo lligant-nos a una cosa que en canvi ens fa dependents, esclaus", referint-se també al Club dels 27.
Damiano va cantar una versió de la cançó "I Wanna Be Your Dog", de The Stooges, i vadonar veu al personatge de Jeffrey, assistent de l'antagonista principal, per al doblatge italià de la pel·lícula Cruella del 2021.

## Vida privada
Damiano va mantenir una relació sentimental de més de cinc anys amb la model i influencer italiana Giorgia Soleri. Des de 2023, se'l relaciona amb la cantant i actriu estatunidenca Dove Cameron.
Damiano parla anglès amb fluïdesa i pot parlar un poc de castellà i francès. És un defensor dels drets racials i LGBT. També és un apassionat del club de futbol A.S. Roma.